# Symphyla
Los sínfilos (Symphyla) son una clase de miriápodos de pequeño tamaño (0,5-8 mm) que habitan lugares húmedos. Se conocen entre 160 y 200 especies. Son de cuerpo blando y poseen 12 pares de patas; se diferencian de otros miriápodos por presentar segundo par de maxilas fusionadas en un labio complejo.

## Características
Los sínfilos son de color blanco, aspecto frágil y delicado, con el cuerpo constituido, como en los demás miriápodos, por dos regiones: cabeza y tronco. En la cabeza se abren también los espiráculos (un par) de las tráqueas.
La cabeza posee un par de antenas moniliformes (arrosariadas), un par de órganos de Tömösváry, un par de mandíbulas y dos pares de maxilas, el segundo par fusionado entre sí para formar un labio.
El tronco presenta de 15 a 22 placas tergales, estando los esternitos muy reducidos en número. Los 12 primeros segmentos portan otros tantos pares de patas de cuatro artejos. El tronco se termina con un segmento anal dotado de un par de hileras , unas estructuras cónicas que segregan seda, seguido de un telson. Los gonoporos (poros genitales) desembocan en el tercer segmento.

## Biología y ecología
Los sínfilos son dioicos (sexos separados). La fecundación es externa; las crías nacen con seis pares de patas y en sucesivas mudas van añadiendo nuevos segmentos al tronco (desarrollo anamórfico).
Habitan lugares húmedos, como el interior del suelo, la hojarasca, humus, musgo, bajo piedras, troncos podridos, cuevas, etc.
Son saprófagos o herbívoros; éstos pueden ser dañinos para la agricultura.